# Хъб
 Тази статия е за мрежовото оборудване.  За авиохъба вижте Хъб (авиация).  
Хъб (на английски: Hub) (наричан още концентратор) е вид мрежово оборудване, което регенерира сигнала по мрежови кабел с усукани двойки, който затихва на разстояние по-голямо от 100 m. След като получи сигнал (пакет) на един от входовете (портовете) си, го препраща на всички останали. Той работи на физическо ниво и не изисква програмно осигуряване. 

## Техническа информация
Мрежовите хъбове са опростени предавателни устройства. Те не управляват трафика, който минава през тях, а само го предават на всички портове. Поради това се получава натоварване на мрежата. Хъбовете не са наясно с това какъв е източникът и кой е получателят на пакетите, които минават през тях.

## Видове
1. Пасивен – позволява на пакетите физически да се разпространят от един порт към всички останали. Не регенерира или почиства сигнала. Не се нуждае от захранване.
2. Активен – позволява на пакетите физически да се разпространят от един порт към всички останали, но и ги регенерира. Нуждае се от захранване.
3. Интелигентен – работи като активен хъб, но има възможност за диагностициране.
Хъбовете са все още широко използвани в малките мрежи поради това, че са сравнително евтини.